# Lecithochirium monticellii
Lecithochirium monticellii är en plattmaskart. Lecithochirium monticellii ingår i släktet Lecithochirium och familjen Hemiuridae. Inga underarter finns listade i Catalogue of Life.